# Parigi-Lussemburgo 1967
La Parigi-Lussemburgo 1967, quinta edizione della corsa, si svolse dal 15 al 17 agosto e venne vinta dall'olandese Jan Janssen.
La gara fu dominata dalla formazione Pelforth, che si aggiudicò la prima tappa con Jan Janssen e conquistò tutti e tre i gradini del podio, e dalla Peugeot, che vinse le altre due frazioni con le sue punte di diamante Eddy Merckx e Roger Pingeon.

## Tappe
| Tappa | Data      | Percorso                   | km  | Vincitore di tappa | Leader classifica generale |
| ----- | --------- | -------------------------- | --- | ------------------ | -------------------------- |
| 1ª    | 15 agosto | Parigi > Châlons-sur-Marne | 206 | Jan Janssen        | Jan Janssen                |
| 2ª    | 16 agosto | Châlons-sur-Marne > Nancy  | ?   | Roger Pingeon      | -                          |
| 3ª    | 17 agosto | Nancy > Lussemburgo        | 228 | Eddy Merckx        | Jan Janssen                |

## Dettagli delle tappe

### 1ª tappa
- 15 agosto: Parigi > Châlons-sur-Marne – 223 km

Risultati
| Pos. | Corridore              | Squadra  | Tempo    |
| ---- | ---------------------- | -------- | -------- |
| 1    | Jan Janssen            | Pelforth | 4h54'25" |
| 2    | Georges Van Coningsloo | Pelforth | a 10"    |
| 3    | Rudi Altig             | Molteni  | s.t      |

| Pos. | Corridore              | Squadra  | Tempo    |
| ---- | ---------------------- | -------- | -------- |
| 1    | Jan Janssen            | Pelforth | 4h54'25" |
| 2    | Georges Van Coningsloo | Pelforth | a 10"    |
| 3    | Rudi Altig             | Molteni  | s.t      |

### 2ª tappa
- 16 agosto: Châlons-sur-Marne > Nancy – ? km

Risultati
| Pos. | Corridore     | Squadra  | Tempo    |
| ---- | ------------- | -------- | -------- |
| 1    | Roger Pingeon | Peugeot  | 5h15'58" |
| 2    | Willy Monty   | Pelforth | a 17"    |
| 3    | Eddy Merckx   | Peugeot  | a 1'27"  |

### 3ª tappa
- 17 agosto: Nancy > Lussemburgo – 221 km

Risultati
| Pos. | Corridore       | Squadra  | Tempo    |
| ---- | --------------- | -------- | -------- |
| 1    | Eddy Merckx     | Peugeot  | 5h03'42" |
| 2    | Jean Stablinski | Bic      | a 10"    |
| 3    | Jan Janssen     | Pelforth | a 1'58"  |

| Pos. | Corridore              | Squadra  | Tempo     |
| ---- | ---------------------- | -------- | --------- |
| 1    | Jan Janssen            | Pelforth | 15h16'30" |
| 2    | Georges Van Coningsloo | Pelforth | a 19"     |
| 3    | Bernard Guyot          | Pelforth | a 20"     |

## Classifica generale
| Pos. | Corridore              | Squadra  | Tempo     |
| ---- | ---------------------- | -------- | --------- |
| 1    | Jan Janssen            | Pelforth | 15h16'30" |
| 2    | Georges Van Coningsloo | Pelforth | a 19"     |
| 3    | Bernard Guyot          | Pelforth | a 20"     |
| 4    | Rolf Wolfshohl         | Bic      | a ?       |
| 5    | Rudi Altig             | Molteni  | a ?       |
| 6    | Eddy Merckx            | Peugeot  | a ?       |
| 7    | Jean Stablinski        | Bic      | a ?       |
| 8    | Roger Pingeon          | Peugeot  | a ?       |
| 9    | Herman Van Springel    | Mann     | a ?       |
| 10   | Daniel Vanryckeghem    | Mann     | a ?       |